# Lavigny VD
| VD ist das Kürzel für den Kanton Waadt in der Schweiz. Es wird verwendet, um Verwechslungen mit anderen Einträgen des Namens Lavigny zu vermeiden. |

Lavigny ist eine politische Gemeinde im Distrikt Morges des Kantons Waadt in der Schweiz.

## Geographie
Lavigny liegt auf 522 m ü. M., 7 km westlich der Bezirkshauptstadt Morges (Luftlinie). Das Dorf erstreckt sich an einem nach Süden geneigten Hang, über dem Tal der Aubonne, gegenüber dem Städtchen Aubonne, an aussichtsreicher Lage rund 140 m über dem Seespiegel des Genfersees.
Die Fläche des 4,0 km² grossen Gemeindegebiets umfasst einen Abschnitt nördlich des Genfersees. Der Gemeindeboden erstreckt sich am Hang von Lavigny, der im Westen vom tiefen Tal der Aubonne, im Osten vom Tal des Boiron de Morges begrenzt ist. Der Hang wird durch die Hügel Le Châtelard (513 m ü. M.) und Arborex (545 m ü. M.) unterteilt. Bei Les Biolettes unterhalb von Saint-Livres wird mit 595 m ü. M. der höchste Punkt von Lavigny erreicht. Unterhalb von Lavigny entspringen die beiden Bäche Ruisseau de la Chaumière und Le Flumau, die in die Aubonne münden. Östlich der Ortschaft befindet sich der Weiher La Gouille, ein kleines Biotop, das jeweils während trockener Sommermonate vollständig austrocknet. Von der Gemeindefläche entfielen 1997 11 % auf Siedlungen, 5 % auf Wald und Gehölze und 84 % auf Landwirtschaft.
Zu Lavigny gehören die Siedlung La Vaudalle (516 m ü. M.) am Rand des Plateaus über der Aubonne sowie einige Einzelhöfe. Nachbargemeinden von Lavigny sind Aubonne, Saint-Livres, Yens, Villars-sous-Yens und Etoy.

## Bevölkerung
Mit 1054 Einwohnern (Stand 31. Dezember 2023) gehört Lavigny zu den kleineren Gemeinden des Kantons Waadt. Von den Bewohnern sind 87,9 % französischsprachig, 4,1 % deutschsprachig und 3,0 % portugiesischsprachig (Stand 2000). Die Bevölkerungszahl von Lavigny belief sich 1900 auf 287 Einwohner. Seit 1980 (490 Einwohner) wurde eine rasche Bevölkerungszunahme verzeichnet.

## Wirtschaft
Lavigny war bis in Mitte des 20. Jahrhunderts ein vorwiegend durch die Landwirtschaft geprägtes Dorf. Noch heute haben der Ackerbau und der Weinbau eine gewisse Bedeutung in der Erwerbsstruktur der Bevölkerung. Ein grösseres Weinbaugebiet liegt an den nach Süden exponierten Hängen auf der linken Talseite der Aubonne. Weitere Arbeitsplätze sind im lokalen Kleingewerbe und vor allem im Dienstleistungssektor vorhanden. 1907 wurde am Ostrand des Dorfes die Institution Lavigny, ein heilpädagogisches Zentrum für Kinder und Jugendliche, gegründet. In den letzten Jahrzehnten hat sich das Dorf dank seiner attraktiven Lage zu einer Wohngemeinde entwickelt. Viele Erwerbstätige sind deshalb Wegpendler, die in den grösseren Orten entlang des Genfersees arbeiten.

## Verkehr
Die Gemeinde ist verkehrstechnisch gut erschlossen. Sie liegt an der Hauptstrasse von Aubonne nach Cossonay und hat auch Verbindung mit Bière und Etoy. Der Autobahnanschluss Aubonne an der 1964 eröffneten A1 (Genf-Lausanne) ist rund 4 km vom Ort entfernt. Durch einen Postautokurs, der von Lavigny nach Morges verkehrt, ist das Dorf an das Netz des öffentlichen Verkehrs angeschlossen. Eine weitere Linie bedient die Strecke Etoy gare–Lavigny–Aubonne.

## Geschichte
Die Funde von römischen Meilensteinen und frühmittelalterlichen Gräberfeldern zeugen von einer frühen Besiedlung des Gemeindegebietes. Die erste urkundliche Erwähnung erfolgte 1145 unter dem Namen Lauiniaco. Später folgten die Bezeichnungen Lavinei (1177), Lavigni (1210), Lavinie (1228), Lavigniaco (1269), Lavignye (1322), Lavignyer (1335) und Lavigniacum (1477). Der Ortsname leitet sich vom lateinischen Personennamen Lavinius ab.
Seit dem Mittelalter bestand die Herrschaft Lavigny, die den Herren von Aubonne unterstellt war. Seit der Eroberung der Waadt durch Bern im Jahr 1536 teilte Lavigny die Geschicke von Aubonne. Mit der Schaffung der Vogtei Aubonne im Jahr 1701 wurde das Dorf dieser zugeteilt. Nach dem Zusammenbruch des Ancien Régime gehörte Lavigny von 1798 bis 1803 während der Helvetik zum Kanton Léman, der anschliessend mit der Inkraftsetzung der Mediationsverfassung im Kanton Waadt aufging. 1798 wurde es zunächst dem Bezirk Aubonne zugeteilt, 1803 kam es zum Bezirk Morges.

## Sehenswürdigkeiten
Die Pfarrkirche Saint-Maurice wurde im 14. Jahrhundert in gotischen Stilformen über einem romanischen Vorgängerbau errichtet. Die im 16. Jahrhundert angebaute Kapelle ist ebenfalls gotisch. Das Schloss Grand Lavigny wurde 1823–1824 auf Fundamenten eines mittelalterlichen Gebäudes erbaut. Von 1732 stammt das nahebei gelegene Schloss Petit Lavigny. Im Ortskern sind einige charakteristische Acker- und Weinbauernhäuser aus dem 18. und 19. Jahrhundert erhalten.